# Archidiocèse de Jakarta
L'archidiocèse de Jakarta (en latin : Archidioecesis Giakartana) est une circonscription ecclésiastique de l'Église catholique en Indonésie, dont le siège est à Jakarta, capitale du pays. Le vicariat apostolique de Batavia créé en 1841 s'est développé pour devenir l'archidiocèse de Jakarta en 1961.

## Histoire
Le vicariat apostolique de Batavia est créé le 3 avril 1841. Son territoire s'étend alors à l'ensemble de l'actuelle Indonésie alors sous domination néerlandaise. Au cours du siècle suivant, le vicariat apostolique voit son territoire diminuer au fur et à mesure que sont érigées de nouvelles préfectures apostoliques qui préfigurent les diocèses actuels. Le 7 février 1950, après l'indépendance du pays, le vicariat est rebaptisé vicariat apostolique de Djakarta.
Le vicariat apostolique est érigé en archidiocèse métropolitain le 3 janvier 1961 par la constitution apostolique Quod Christus. Sa graphie est corrigée le 22 août 1973 en archidiocèse de Jakarta. Il compte deux diocèses suffragants: ceux de Bandung et de Bogor.
Les pères jésuites sont parmi les premiers missionnaires présents dans la région. Jusqu'en 2010, les vicaires apostoliques et les archevêques de Jakarta étaient ius de cet Ordre religieux.

## Organisation
Le territoire de l'archidiocèse couvre la ville de Jakarta ainsi que les villes de Bekasi, dans la province de Java occidental, et de Tangerang, dans la province de Banten.
En 2013, l’archidiocèse compte 63 paroisses découpées en 8 Doyennés (christianisme):
1. Jakarta Centre
2. Jakarta Nord
3. Jakarta Est
4. Jakarta Sud
5. Jakarta Ouest I
6. Jakarta Ouest II
7. Tangerang
8. Bekasi

## Vicaires apostoliques et archevêques

### Vicariat apostolique de Batavia
- Pietro Marie Vrancken (1852-1874)
- {Adam Charles Claessens (1874-1893)
- Gualterius Staal S.J. (1893-1897)
- Edmondo Luypen S.J. (1898-1923)
- Anton Pieter Franz Van Velsen S.J. (1924-1933)
- Pieter Jan Willekens S.J. (1933-1950)

### Vicariat apostolique de Djakarta
- Pieter Jan Willekens S.J. (1950-1952)
- Adrianus Djajasopoetra S.J. (1952-1961)

### Archidiocèse de Djakarta
- Adrianus Djajasopoetra S.J. (1961-1970)
- Leo Soekoto S.J. (1970-1973)

### Archidiocèse de Jakarta
- Leo Soekoto S.J. (1973-1995)
- Julius Riyadi Darmaatmadja S.J. (1995-2010)
- Ignatius Suharyo Hardjoatmodjo (2010- )